# Horatio Caine
Pour les articles homonymes, voir Caine.
 (avril 2008).
Si vous disposez d'ouvrages ou d'articles de référence ou si vous connaissez des sites web de qualité traitant du thème abordé ici, merci de compléter l'article en donnant les références utiles à sa vérifiabilité et en les liant à la section « Notes et références ».
Horatio Caine est un personnage de fiction, héros de la série télévisée Les Experts : Miami. Il est interprété par David Caruso et doublé dans la version française de la série par Bernard Métraux.

## Biographie de fiction
Il est né le 7 avril 1960 à Miami.
Sa mère, dit-il, lui aurait donné son prénom en hommage à l'écrivain Horatio Alger. Toutefois, dans l'épisode 13 de la saison 6, Passé recomposé, son ex-compagne Julia, mentionne qu'il s'appelait John avant de changer de nom en optant pour Horatio. Il révélera dans le même épisode qu'il était en fait sous couverture, sous le nom de John Warden.
Il est diplômé de l'université de Floride, en biologie. Les incendies et les explosions sont sa spécialité.
On sait également qu'il a été maltraité durant son enfance.
À l'âge de 17 ans, il a perdu sa mère (assassinée par des trafiquants de drogue à qui elle a tenu tête). Voulant absolument retrouver son meurtrier, il s'engage dans la police. Mais il s'ennuie très vite et s'aperçoit que les crimes sont souvent résolus grâce à la police scientifique, ce qui lui donne envie de changer d'orientation. Il s'inscrit à l'université et en ressort quatre ans plus tard, diplômé en biologie. Il devient alors criminaliste de niveau un à la police de Miami. 
Las de la bureaucratie, il menace de quitter définitivement la police. Al Humphries vient à son secours en lui offrant de le former commandant en second au sein de la brigade antiterroriste. Humphries devient le père que Caine n'a jamais eu.
En 1997, Horatio devient proche d'Eric Delko, celui-ci étant à l'époque dépanneur. Mais après avoir remarqué les capacités d'Eric à comprendre une scène de crime, Horatio le recommande dans une école de police. Par la même occasion du fait de leur amitié, Horatio lui demande de lui trouver des lunettes de soleil à cause du soleil éclatant sur Miami. En 1997, Horatio porte pour la première fois ses lunettes de soleil qu'il gardera durant toutes les saisons.
Lorsque Megan Donner démissionne, Horatio accepte de la remplacer à la tête du laboratoire criminel.
Étant très logique, Caine est capable de comprendre très rapidement comment les pièces d’un puzzle s’emboîtent les unes aux autres. Conscient que la science est la clé de chaque affaire, il sait aussi que les éclaboussures de sang et l’ADN ne sont pas tout pour résoudre un crime.
Lorsqu’il s’agit de protéger sa ville, Horatio se fie non seulement à la science, mais aussi à ses propres instincts.
Horatio a un frère, Raymond Caine, qui était lui aussi au service de la justice. En effet, ce dernier travaillait à la brigade des stupéfiants. Au début, il doit prouver son bon-vouloir devant les dealers en goûtant la drogue à laquelle il est vite devenu dépendant. Il s'éloigna alors de sa femme, Yelina Salas (policière elle aussi) ainsi que de leur fils Ray Junior. Horatio prit soin d'eux, pensant son frère mort.
Mais même après avoir arrêté son prétendu criminel, Horatio n'est pas au bout de ses surprises. Une jeune femme nommée Suzie vient le trouver pour que celui-ci découvre ensuite que Raymond lui a fait un enfant, une petite fille prénommée Madison. Il ne met pas Yelina au courant et après avoir arrêté le « meurtrier » de son frère, il envoie de l'argent à Suzie tous les mois pour leur permettre, à elle et sa fille, de survivre décemment.
Il devra cependant révéler la vérité à Yelina quand sa nièce illégitime requiert une greffe de moelle osseuse car seul son demi-frère, Ray Junior, est compatible. Yelina refuse tout d'abord, se sentant trahie mais accepte devant les besoins de l'enfant. Mais une autre surprise, et non des moindres, attend Horatio et Yelina. En effet, ils apprennent que Raymond est vivant. Horatio parvient à le localiser et à le faire partir pour le Brésil en compagnie de sa femme et de son fils.
Horatio Caine et Marisol Delko se marient, mais la peine vient les prendre par surprise car Marisol se fait tuer par un trafiquant de drogue alors qu'elle se trouvait avec son frère Eric Delko. Après cet événement, Horatio et Éric partent a Rio pour retrouver son assassin. Ils le retrouvent mais hélas le frère d'Horatio est cette fois vraiment assassiné sous les ordres de l'assassin de Marisol.
Horatio a aussi un fils, Kyle, qu'il a eu avec une de ses anciennes compagnes, Julia Winston. Mais Kyle est emprisonné pour avoir enlevé une jeune femme. Durant la saison 6, Julia réapparaît pour reprendre son fils, sorti de prison grâce à Horatio.

## Réception
Le personnage est mal reçu par Nils C. Auh et Benjamin Fau (Dictionnaire des séries télévisées) en présentant ce qu'ils considèrent comme l'échec de la série. Ils décrient un acteur inexpressif accompagné de tics et gimmicks. Les manies du personnage (attitude de dur-à-cuire, fétiche sur les lunettes noires, punchlines à chaque début d'épisode…) sont souvent parodiés sur internet et à la télévision,.